# استراند (آیووا)
استراند (به انگلیسی: Strand) یک منطقهٔ مسکونی در ایالات متحده آمریکا است که در آیووا واقع شده‌است. استراند ۳۷۰٫۹۵ متر بالاتر از سطح دریا قرار دارد.